# Пеукест
Пеукест или Пеукеста (грч. Πευκεστας, 4. век п. н. е.) је био један од војсковођа Александра Македонскога и дијадох. Познат је по томе што је у свим биткама испред Александра Македонскога носио свети штит из Троје. Спасио је Александру живот, па је именован за сатрапа Персије. И након Александрове смрти остао је сатрап Персије. Предводио је војску горњих сатрапија у бици против Питона. Заједно са Еуменом борио се против Антигона Једнооког, Питона и Селеука Никатора.

## Носилц светога штита из храма тројанске Атине
Син је Александра из Мијезе, где је Аристотел учио Александра Македонскога и краљевске пажеве. Први пут се помиње у историјским изворима као тријерарх за време индијскога похода. То доказује да је био високога статуса и доста богат. У свим биткама Пеукест је испред Александра Македонскога носио свети штит, који је Александар Македонски узео из Атининог храма у Троји.

## Пеукест је спасио Александра Македонскога
Мали су били најратоборније индијско племе. Александар Македонски је изненадио Мале, јер их је изненада напао тамо где га нису очекивали. Александар је напао прешавши пустињу, а Малијци су очекивали да он нападне са севера. Да би охрабрио своју војску Александар се први преко лестава попео на бедеме малске тврђаве. Различити извори различито описују исти догађај, али сви се слажу да је Пеукест спасио Александру живот. Према Плутарховој верзији након што су се поломиле лестве на бедему са Александром је остало неколико пратилаца, а један од њих био је Пеукест. Александар је тада са двојицом штитоноша Лимнајем и Пеукестом скочио међу непријатеље. Нападнути су са свих страна. Док је штитио краља Лимнај је погинуо, а Пеукест је рањен. Александар је тада био вишеструко рањен.
Према Диодоровој верзији када су се поломиле лестве Александар је сам остао на бедему. Са свих страна су га нападали Индијци. Добио је више удараца, а када је погођен стрелом пао је на колена и тада је један Индијац притрчао да га убије. Међутим Александар се одбранио и изазивао је Индијце. Тада је Пеукест успео да се попне и први је заштитио краља својим штитом. Након њега дошли су и остали, заузели град и крваво се осветили Малијцима.
Према Аријановој верзији Александар се пењао уз лестве иза штита. За њим је ишао Пеукест, који је носио свети штит, који су узели из храма тројанске Атине. Тај штит је Пеукест требало да носи испред Александра у свим биткама. Иза њих пењао се Леонат, па онда Абреј. Иза њих сломиле су се лестве. Индијци су их напали на бедему, а засипали су их и стрелама. Александар је након тога скочио са бедема међу Индијце и у сукобу им је убио вођу. Пеукест, Абреј и Леонат су скочили за Александром. Абреј је ту погинуо, а Александар је био тешко рањен стрелом у прса и изгубио је свест. Када је Александар пао Пеукест га је бранио од других стрела светим штитом, а Леонат га је бранио са друге стране. Леонат и Пеукест су тада исто били рањени и сачували су Александра док нису дошли остали Македонци.

## Александар га проглапшава осмим телохранитељем и сатрапом Персије
Због Пеукестових великих заслуга што му је спасио живот Александар Македонски именовао га је за осмога телохранитеља, иако је до тада било уобичајено да их има седам. Осим тога одредио је и да Пеукест буде сатрап Персије. Само њему је Александар дозволио да носи персијску одећу. Једино је он од свих важнијих Македонаца научио персијски језик. У Сузи је Александар Пеукесту и осталим телохранитељима ставио златну круну на главу. Био је у Вавилону у време када је Александар умро. У то време довео је новорегрутованих 20.000 персијских стрелаца и праћкаша, углавном Косејаца и Тапуријаца. И након Александрове смрти остао је сатрап Персије и по подели у Вавилону и по подели у Трипарадису.

## Борба против Питона
Пеукест је имао веома значајну сатрапију и уживао је велики углед. Сатрап Медије Питон узео је титулу сатрапа горњих сатрапија и истерао је 318. п. н. е. сатрапа Партије и на то место поставио свога брата Еудама. Сви околни сатрапи укључујући Пеукеста су се због тога удружили и истерали су Питона и Еудама из Партије. Питон је након тога позвао Селеука Никатора да му помогне.

## Пеукест је главни заповедник војске горњих сатрапија
Сатрапи горњих сатрапија су скупили војску на једном месту и удружили се са Еуменом. Заповедништво удружене сатрапске војске преузео је Пеукест. Пеукестова властита војска имала је 10.000 персијских стрелаца и праћкаша, 3.000 пешака, 600 грчких коњаника и 400 персијских коњаника. Војске су му послали и сатрапи Тлеполем, Стасандар, Сибиртије, Оксијарт и Еудам. Удружена војска горњих сатрапија имала је 18.700 пешака и 4.600 коњаника. Са Еуменом су се састали у Сузи. Појавио се проблем командовања удруженом војском горњих сатрапија и Еумена. Пеукест је сматрао да он треба да командује јер има највише војника. Договорили су се ипак о заједничкој команди.

## Антигон, Селеук и Питон против Еумена
Када је Антигон следеће године договорио о савезу са Селеуком и Питоном кренули су креко Тигра према Еуменовој војсци, која се налазила крај Сузе. Еумен и Антиген су тада тражили од Пеукеста да им пошаље 10.000 стрелаца. Пеукест се најпре оглушио на њихову молбу, јер му нису поверили врховну команду. Међутим пошто је знао да ако Антигон Једнооки победи да може остати без сатрапије, ипак им је послао 10.000 стрелаца. Еуменова војска се тада пред Антигоном повлачила према Персији.

## Проблем врховне команде у заједничкој војсци
Када је Еуменова војска дошла до Персије Пеукест је покушавао да се додвори војсци да би добио врховну команду. Пеукест је постао популарнији, јер је цело време частио војску из прихода своје сатрапије. Међутим Еумен је прибегао лукавству. Објавио је једно лажно писмо, по коме долази Полиперхон са великим делом краљеве војске. Писмо је изазвало промену расположења и Еумен је поново стекао престиж.

## Битка код Паретакене
У бици код Паретакене 317. п. н. е. сукобиле су се војске Еумена и Антигона Монофталмоса. Антигон и његови савезници Питон и Селеук Никатор имали су 28.000 пешака, 8.500 коњаника и 65 слонова. Еуменова војска, у којој су били Сребрени штитови и Пеукестова војска горњих сатрапија имала је укупно 35.000 пешака, 6.100 коњаника и 114 слонова. У тој бици Еумен је имао гарду( агему ) од 300 коњаника, а Пеукест и Антиген су заједнички делили гарду од 300 коњаника. У средини битке и након великих губитака победио је Еумен, највише захваљујући „сребреним штитовима“. Међутим како су сребрени штитови појурили на поражене непријатеље отворила се Еуменова борбена линија, па је Антигон то искористио, пројахао кроз отвор и задао бочни удар Еуменовоме крилу. Након тога обе стране су окупљале распршене јединице, а када је пала ноћ повукли су се у логор. Иако је тада Антигон имао више губитака битка се може сматрати нерешеном.

## Пред битку код Габјене
Еуменова и Пеукестова војска зимовала је једна од друге удаљена и до 175 километара. Антигон Монофталмос је одлучио да то искористи, па је кренуо директним краћим путем кроз пустињу да их изненади. На том путу кроз пустињу мразеви и ветрови задавали су његовој војсци много невоља, па су морали ложити ватре. Домаће становништво одмах је обавестило Пеукеста о непријатељској војсци. Пошто су им војске зимовале по удаљеним крајевима Пеукест се преплашио, али Еумен је био довољно прибран, па је смислио како да задржи Антигона док му не стигне војска. Запалили су многе ватре по околним планинама, па је Антигон помислио да има много војске по околним брдима и био је присиљен да промени план.

## Битка код Габјене
У бици код Габјене 316. п. н. е. Антигонова војска имала је 22.000 пешака, 9.000 коњаника и 65 слонова. Еумен је имао на располагању 36.700 пешака, 6.000 коњаника и 140 слонова. Битку су започели слонови и коњица дизањем велике прашине, па је Антигон одлучио да то искористи. Под заштитом прашине послао је део коњице да освоји непријатељску комору. Према Диодоровим тврдњама Антигон Једнооки је започео битку преплашивши својом коњицом Пеукеста, који се онда повукао. Сребрени штитови су се храбро борили и били су надмоћнији. Када је Еумен сазнао да му је пала комора и да се Пеукест повукао покушао је да их сакупи и почне нову коњичку битку, али ови су одбијали послушност. Сребрени штитови су због губитка коморе ступили у преговоре са Антигоном, па су му испоручили Еумена да би добили натраг комору.

## Није више сатрап
Антигон је видео да Персијанци јако цене Пеукеста. Прво му је одузео сатрапију. Пеукеста је варао обећавајући му неки високи положај, а онда га је истерао из Персије. Изгледа да је касније био активан на двору Деметрија Полиоркета негде након битке код Ипса.